# Sabka Tah
Sabka Tah, imenovan tudi Sabkhat Tah, Sebja Tah ali Sebjet Tah, je sabka v južnem Maroku, v regiji Laâyoune-Boujdour-Sakia el Hamra blizu mesta Tarfaya. 

## Geografija
S 55 metri pod morsko gladino je najnižja točka v državi. Je le 15 km oddaljena od Atlantskega oceana in blizu meje z Zahodno Saharo. Kotanja je dolga približno 30 km in široka 10 km. Ima površino približno 250 km2. Večje mesto na tem območju je Tarfaya. To območje, ki ga zaznamujeta pomembna slana depresija z višino okoli 60 metrov, ni le zanimiv geografski pojav, ampak tudi središče inovativne hibridne energije.

## Projekt elektrarne
Projekt načrtuje kombinacijo visokega vetrnega potenciala regije Tarfaya in razlike v gladini med oceanom in sabko za proizvodnjo električne energije na zahtevo. Voda, odtekla iz oceana, bi napajala hidravlične turbine, preden bi dosegla Sabka Tah 55 metrov nižje. Del energije, ki jo proizvedejo vetrne turbine, ko bo na voljo, bi se uporabil za napajanje črpalk, ki vračajo vodo, shranjeno v bazenu, v ocean. Elektrarna bi imela instalirano moč 500 MW.